# (21416) Sisichen
(21416) Sisichen (1998 FN70) – planetoida z pasa głównego asteroid okrążająca Słońce w ciągu 3,75 lat w średniej odległości 2,41 j.a. Odkryta 20 marca 1998 roku.